# Kleefkruidgraafwants
De kleefkruidgraafwants (Legnotus limbosus) is een wants uit de familie graafwantsen (Cydnidae). De soort werd voor het eerst wetenschappelijk beschreven door Étienne Louis Geoffroy in 1785. 

## Uiterlijke kenmerken
De kleefkruidgraafwants bereikt een totale lichaamslengte van 3,5 tot 4,5 millimeter. De lichaamskleur is zwart met een smalle witte rand langs de dekvleugels (hemi-elytra), die bijna tot het membraan loopt. Aan de voorzijde van de kop is een diepe wig (tylus = de begrenzing tussen de wangen). De soort lijkt op de walstrograafwants (Legnotus picipes), maar daarvan is een korter deel van de rand lichtgekleurd en is de tylus aanmerkelijk korter.

## Verspreiding en habitat
De soort komt voor in Europa, Centraal-Azië en het westen van Noord-Afrika. De wants heeft een voorkeur voor warme, droge tot vochtige habitats, liefst met zandgronden.

## Leefwijze
De wantsen leven op walstro (Galium), zoals geel walstro (Galium verum), kleefkruid (Galium aparine) of glad walstro (Galium mollugo). Met name de nimfen leven op de grond in deze planten. De volwassen dieren en slechts zelden de nimfen kan worden op planten uit de lipbloemenfamilie (Lamiaceae). De volwassen wants overwintert in de strooisellaag in de buurt van de voedselplant. De paring vindt plaats in mei en juni. De vrouwtjes bewaken van hun eitjes. De nimfen komen vooral in juni en juli uit. De volwassen wantsen van de nieuwe generatie verschijnen eind juli of begin augustus.